# Авґуст Фройнд
Авґуст Фройнд (30 липня 1835, Кенти — 28 лютого 1892, Львів) — австрійський хімік, який у 1881 розпочав роботу над синтезом циклопропану.

## Біографія
Фройнд народився в 1835 році у місті Ке́нти (Австрійська імперія, нині у складі Польщі). Після закінчення гімназії в місті Цешин, навчався на фармацевта у Львові, пізніше у місті Ляйпциг, Німеччина. Після навчання у Львівському університеті протягом 1856—1858 років, він отримав ступінь магістра фармації. Потім Фройнд став помічником Леопольда фон Пебаля у своїх дослідженнях з нафти. До 1861 року, викладав у гімназії в Тернополі (колись Австро-Угорщина, тепер — Україна). До 1869 року, був призначений професором реальної катедри (середньої школи) у Львові. Пізніше він почав працювати над ступенем доктора, в 1871 році у Лейпцизькому університеті, отримав ступінь доктора.
У 1872 році став професором з хімії у Львівському технічному університеті, там він досліджував бродіння, нафту і кетони — серед інших предметів. Став деканом факультету загальної та аналітичної хімії, а з 1878 року — декан факультету технічної хімії. Обирався ректором Львівської політехніки — тричі.

## Вибрані твори
- Август Фройнд (1861) «Внески до наших знань про фенілсисульфатні та фенілсульфокислоти [Архівовано 5 жовтня 2018 у Wayback Machine.]» Аннали Хімії, 120 (1): 76-89.
- Август Фройнд (1861) «Про природу кетонів [Архівовано 5 жовтня 2018 у Wayback Machine.]» Журнал практичної хімії, 82 (1): 214—231.
- Август Фройнд, Контури хімії для використання у гімназіях, (Львів, Австро-Угорщина: І. Зв'язькова, 1883) [польською мовою].